# August Dühr
August Gustav Friedrich Dühr (* 10. Mai 1806 in Stargard; † 5. September 1896 in Friedland) war ein deutscher Klassischer Philologe. Dühr war ab 1840 Prorektor, später Konrektor am Gymnasium in Friedland.

## Leben
August Dühr wurde in Südostmecklenburg geboren als Sohn des Pastors und Präpositus Samuel (Gottfried) Dühr (1756–1808) in dessen zweiter Ehe mit Friederike Amalia, einer Tochter des Pastors Bernhard Susemihl aus Kambs. Sein Vater starb bereits 1808 als Opfer plündernder französischer Soldaten. August erhielt zunächst Elementarunterricht in Rostock und Stargard. Ab Ostern 1819, im Alter von 13 Jahren, besuchte er die Gelehrtenschule in Neubrandenburg. Dort zeigte sich bereits seine Sprachbegabung, so dass ihn der Gymnasialprofessor Arnd privat in Altgriechisch und Hebräisch unterrichtete. Im September 1824 begann er ein Studium der Theologie, klassischen Philologie und Geschichte an der Berliner Universität. Er besuchte theologische Vorlesungen bei August Neander, Ernst Wilhelm Hengstenberg und Friedrich Schleiermacher sowie Vorträge über klassische Philologie bei August Böckh und über Geschichte bei Leopold von Ranke.
Ostern 1828 nahm er eine Hauslehrerstelle an und bereitete sich nebenbei für das erste theologische Examen vor, das er vor dem Konsistorium in Neustrelitz bestand. 1830 übernahm Dühr in Brunn eine Hauslehrerstelle beim Landrat Carl von Oertzen (1788–1837), einen von dessen Söhnen hatte er so weit vorbereitet, dass er in die Unterprima des Grauen Klosters zu Berlin aufgenommen werden konnte. Dühr selbst legte in Berlin die Prüfung pro facultate docendi für das Höhere Lehramt ab und erhielt Anfang Januar 1835 eine Stelle als Hilfslehrer am Gymnasium in Parchim. Noch im Laufe des Jahres wurde Dühr als ordentlicher Lehrer (Collaborator) angestellt. Er unterrichtete Religion, Rechnen, Naturkunde sowie Deutsch, Griechisch und Hebräisch. In Parchim wurde er ein begeisterter Schachspieler, ein Hobby, das er zeitlebens betrieb und dem er eine Sammlung von selbst verfassten Schachliedern widmete.
Ostern 1840 erhielt er einen Ruf als Prorektor an das Gymnasium in Friedland, wo er 1858 in die Stelle des Konrektors aufrückte, die er bis Ostern 1886 ausübte. Am Friedländer Gymnasium war als Lehrer für Latein, Griechisch, Deutsch und Hebräisch tätig, unterrichtete aber auch Religion, Französisch sowie Alte Geschichte und war Klassenlehrer der Sekunda. Erst 1886 trat er, nachdem er über 50 Jahre als öffentlicher Lehrer gewirkt hatte, in den Ruhestand. Bis 1889 unterrichtete er jedoch weiter als Lehrer für Hebräisch in den Klassen Prima und Obersekunda. Aus Anlass seines 50-jährigen Amtsjubiläums am 5. Januar 1886 wurde er zum Ehrenbürger der Stadt Friedland ernannt. Bereits 1857 war er von der philosophischen Fakultät der Rostocker Universität zum Ehrendoktor ernannt worden und Neujahr 1863 hatte ihm der Großherzog Friedrich Wilhelm von Mecklenburg-Strelitz den Professortitel verliehen. Die Stadt Friedland verlieh ihm die Ehrenbürgerschaft.
Dühr führte ausgedehnte Briefwechsel mit Franz Volkmar Fritzsche, Professor der Philologie an der Universität Rostock, dem Theologen Emil Kautzsch, Professor an der Universität Halle, dem Dichter Emanuel Geibel sowie dem Archäologen Heinrich Schliemann.
August Dühr starb im Alter von 90 Jahren an den Folgen eines Schlaganfalls. Er hinterließ aus zwei Ehen fünf Kinder: drei Söhne und zwei Töchter.
Dühr war Autor zahlreicher Schriften. Schon früh erschien ein Sammelband mit 65 Gelegenheitsgedichten von ihm, darunter eine Triglotte, die Übersetzung des Lutherliedes Erhalt uns, Herr, bei deinem Wort in lateinischer, griechischer und hebräischer Sprache. 1842 veröffentlichte er Metrische Uebersetzung der fünf ersten Satiren des Persius, 1847 Persii satira sexta Germanicis versibus reddita; accedit diss. de discrimine quod intercedit inter satiram Persianam et Horatianam sowie 1852 und 1859 in zwei Teilen Bemerkungen zu Hirzels französischer Grammatik, die alle in Schulprogrammen des Friedländer Gymnasiums erschienen.
1855 veröffentlichte Dühr Gesetze für Zwei- und Vier-Schach und 1859 An Alexander v. Humboldt, den Nestor und Fürsten der Naturforscher. Ein Jahr später erschienen seine Schachgedichte alter und neuer Zeit. Ebenfalls im Programm des Friedländer Gymnasiums erschienen 1869 La nobla Leyczon in altprovencealisch, die er übersetzte und mit etymologischen Noten versah, sowie 1878 Ueber die Accentuation der Krasis im Griechischen und 1883 Geibel’s Idyll Eutin. Ins Altgriechische übersetzt. 1884 erschien seine Biografie über Jakob Heussi, Erinnerungen aus dessen Leben, einen ehemaligen Kollegen, Physiker und Konrektor am Gymnasium zu Parchim. Seine letzten Werke waren 1885 Ueber Metrik und Rhythmik und 1888 Hermann und Dorothea. Ins Altgriechische übersetzt von Johann Wolfgang von Goethe.

## Veröffentlichungen (Auswahl)
- Metrische Uebersetzung der fünf ersten Satiren des Persius. Friedland 1842.
- Persii Satira sexta Germanicis versibus reddita; accedit diss. de discrimine quod intercedit inter satiram Persianam et Horatianam. Friedland 1847.
- Bemerkungen zu Hirzels französischer Grammatik. Zwei Teile. Friedland 1852 und 1859.
- Gesetze für Zwei- und Vier-Schach. Friedland 1855.
- An Alexander v. Humboldt, den Nestor und Fürsten der Naturforscher. Berlin 1859.
- Schachgedichte alter und neuer Zeit. Friedland 1860.
- Miscellaneam. Friedland 1865.
- La nobla Leyczon (altprovençalisch) und Uebersetzung nebst meist etymologischen Noten. Friedland 1869.
- De deo ex machina Euripideo. Stendal 1875. (Digitalisat)
- Über die Accentuation der Krasis im Griechischen. Friedland 1878.
- Edyllion Emanuelis Geibelii Eutinum. Friedland 1883. (Digitalisat)
- Dr. Jakob Heussi. Weiland Conrector am Großherzoglichen Friedrich-Franz-Gymnasium zu Parchim. Erinnerungen aus dessen Leben. Leipzig 1884.
- Über Metrik und Rhythmik. Friedland 1885.
- Zur Theorie der Stellung des französischen Adjektivs. Stendal 1890.
- Hermann und Dorothea. Ins Altgriechische übersetzt. Gotha 1888.